# Vinylklorid
Vinylklorid är ett halogenerat kolväte med formeln C2H3Cl. Ämnet går ofta under namnet vinylkloridmonomer (VCM) för att skilja den från dess polymer polyvinylklorid (PVC)

## Historia
Vinylklorid framställdes första gången 1835 av Justus von Liebig och hans student Henri Victor Regnault. De framställde det genom dehydrohalogenering av etylendiklorid (C2H4Cl2) med kaliumhydroxid (KOH).
{\displaystyle {\rm {C_{2}H_{4}Cl_{2}+KOH\rightarrow C_{2}H_{3}Cl+KCl+H_{2}O}}}
År 1912 patenterade den tyske kemisten Fritz Klatte vid företaget Griesheim-Elektron en metod att framställa vinylklorid av acetylen och saltsyra med kvicksilver(II)klorid som katalysator.
{\displaystyle {\rm {C_{2}H_{2}+HCl\rightarrow C_{2}H_{3}Cl}}}

## Egenskaper
Vinylklorid är en mycket brandfarlig gas (självantändning vid 435 °C). Blandad med 4 – 31 % luft är den dessutom explosiv. Vid förbränning bildas saltsyra och även det mycket giftiga ämnet fosgen.

## Framställning
Idag framställs vinylklorid industriellt genom krackning av 1,2-dikloretan vid 500 °C och 1,5 – 3 MPa. Den saltsyra som bildas återanvänds för att tillverka dikloretan.
{\displaystyle {\rm {C_{2}H_{4}Cl_{2}\ {\xrightarrow {heat}}\ C_{2}H_{3}Cl+HCl}}}

## Användning
Vinylklorid används främst för framställningen av plasten polyvinylklorid (PVC).